# O-52 (航空機)
O-52 オウル
O-52 (1940年代後半撮影)
- 用途：観測機
- 製造者：カーチス・エアロプレイン・モーター社
- 運用者

  -  アメリカ陸軍航空隊
  -  ソビエト連邦空軍
- 初飛行：1940年
- 生産数：203機
- 運用開始：1941年
- ユニットコスト：31,000米ドル

O-52 オウル（Curtiss O-52 Owl）は、アメリカのカーチス社が開発し、第二次世界大戦前から戦時中にかけてアメリカ陸軍航空隊（USAAC）で使用された単葉の観測機である。カーチス社での名称は「モデル85」であった。

## 設計と開発
1939年に開発されたカーチス O-52は、USAAC向けに開発された最後の「重」観測機である。"O"シリーズに分類される複座の観測機の起源は第一次世界大戦まで遡る。O-46の後継として採用された機体で、パラソル翼と引き込み式主脚が特徴であった。
1940年にUSAACは203機のO-52を発注した。1941年にはO-52は当時の戦闘任務に適さなくなっていた。

## 運用の歴史
納入されるとO-52はUSAACで軍事演習に使用されたが、米国が第二次世界大戦に参戦するとアメリカ陸軍航空軍（USAAF）は国外戦域での「近代的な」実戦任務ではこの機体では充分な効果が果たせないと判断した。その結果O-52は米本土内の連絡任務とメキシコ湾、大西洋、太平洋海域での近距離対潜戦へと引き揚げられた。
O-52はUSAAFが相応の数を購入した最後の"O"名称の機体であった。真珠湾攻撃後に"O"名称は廃止されて、その代わりに連絡機には"L"名称が与えられた。
1942年11月にソビエト連邦はレンドリース法を通じて30機のO-52を発注した。26機が出荷されたが、僅か19機しか陸揚げされなかった。その内の10機が就役し、着弾観測や写真撮影、偵察任務全般で使用されたが、数機は1950年代になっても飛行していた。全般的にこの機種のソ連での評判は芳しくなかった。

## 運用
アメリカ合衆国
- アメリカ陸軍航空隊

 ソビエト連邦

## 現存機
- O-52 (s/n 40-2763) がデイトン (オハイオ州)近郊のライト・パターソン空軍基地にある国立アメリカ空軍博物館の初期航空機展示場に展示されている。この機体は1962年11月にチノ (カリフォルニア州)のU.S. Federal Reformatory から取得した[3]。
- O-52 (s/n 40-2746) がツーソンのピマ航空宇宙博物館に所蔵され、現在細部の修復中である[4]。
- O-52 (s/n 40-2769) がチノのヤンクス航空博物館に所属されている[5]。

## 諸元
(O-52) American Warplanes of World War II 
- 乗員：
- 全長：8.03 m (26 ft 4 in)
- 全幅：12.43 m (40 ft 9 in)
- 全高：2.83 m (9 ft 3 in)
- 翼面積：19.552 (210.42)
- 翼面荷重：
- 空虚重量：1,919 kg (4,213 lb)
- 全備重量：2,433 kg (5,364 lb)
- エンジン：1 × プラット・アンド・ホイットニー R-1340-51 星型エンジン、600 hp (447 kW)
- 最大速度：354 km/h (191 knots, 220 mph)
- 巡航速度：309 km/h (167 knots, 192 mph)
- 航続距離：1,127 km (609 nmi, 700 miles)
- 巡航高度：6,400 m (21,000 ft)

- 武装：
  - 機銃：
    - 1 × 前方 固定 0.30 in (7.62 mm)
    - 1 × 後部座席 旋回式 0.30 in (7.62 mm)